# Polušpilja kod Sobre
Polušpilja kod Sobre este o arie protejată (sit de importanță comunitară — SCI) din Croația întinsă pe o suprafață de 0,78 ha, integral pe uscat.

## Localizare
Centrul sitului Polušpilja kod Sobre este situat la coordonatele 42°44′14″N 17°36′10″E / 42.737321°N 17.602727°E.

## Înființare
Situl Polušpilja kod Sobre a fost declarat sit de importanță comunitară în iulie 2013 pentru a proteja un număr necunoscut de specii din flora spontană și fauna sălbatică aflate în arealul zonei.

## Biodiversitate
Situată în ecoregiunea mediteraneană, aria protejată conține 1 habitat natural: Peșteri inaccesibile publicului.
La baza desemnării sitului se află un număr nedeclarat de specii protejate.